# Кофф Григорій Мойсейович
Григорій Мойсейович Кофф (нар. 1883, Кишинів — пом. не раніше 1934) — історик революційного руху на Півдні України наприкінці ХІХ — на початку XX ст 

## Життєпис
Народився 1883 року  у Кишиневі у родині міщан. 
Отримав лише середню освіту. З 1901 брав участь у революційному русі у лавах РСДРП, зокрема, в Одесі у 1905–1907. Був тричі заарештований. Біля трьох років провів в ув'язненні. Один з провідних діячів Одеського відділення товариства колишніх каторжан та засланців. Був керівником музейної секції товариства, організатором музею при одеському відділенні. Співробітничав з одеським істпартом. Декілька років завідував музеєм революції при істпарті.
Наприкінці 1920-х наукова, публіцистична та мемуарна спадщина складалась з близько 20 праць, опублікованих у провідних виданнях Одеси, Харкова та Москви. Ці праці були типовими для тогочасної історико-революційної, часто історико-мемориальної історіографії. Автор глорифікував революційний рух, але з іншого боку, за його виразом, намагався «викликати ненависть до минулого», читай — царизму. Сильною стороною цих праць було формування джерельної бази для вивчення суспільно-політичного, здебільшого радикально-революційного, руху кінця XIX — початку XX ст. На сторінках праць Г. Коффа була оприлюднена низка документів з одеського архіву, іноді на низькому археографічному рівні.

## Праці
- Палачи, тюремщики, провокаторы // Пути революции. — 1926. — № 1-4;
- Христианское милосердие генерал-губернатора // Пути революции. — 1926. — № II-ІІІ;
- Социал-демократическая организация в Одессе в период империалистической войны // Летопись революции. — 1927. — № 3-4;
- До питання про охорону революційної старовини // Одеса. Збірник матеріалів одеського крайової комісії для охорони пам'яток матеріальної культури. — Одеса, 1927;
- Из истории тюремных «волынок» // Кофф Г. М., Сушкин Г. Г. Тюремные «волынки». — М., 1928;
- К делу о первом вооруженном сопротивлении в Одессе в 1878 г. // Каторга и ссылка. — № 8-9. — 1928; * Июльская забастовка в Одессе в 1903 г. // Всеобщая стачка 1903 г. на Украине. — Харьков, 1928; Из недр Архива // Каторга и ссылка. — № 1. — 1929;
- Из недр архива: (К 50-ю первого вооруженного сопротивления в Одессе) // Вісник Одеської комісії краєзнавства при ВУАН. — 1929. — Секція соціально-історична. — Ч. 4-5.